# فرناندو بيري
فرناندو بيري (بالإنجليزية: Fernando Birri)‏ (و. 1925 – 2017 م) هو مخرج أفلام، وكاتب سيناريو، وناقد سينمائي، وشاعر، وراسم، ونحات، ورسام أرجنتيني، ولد في سانتا في، توفي في روما، عن عمر يناهز 92 عاماً، بسبب سقوط.

## التعليم
تعلم في المركز التجريبي للتصوير السينمائي ‏.

## جوائز
حصل على جوائز منها:
- وسام الاستحقاق الثقافي [الإنجليزية]‏ (2006).

## وصلات خارجية
- فرناندو بيري على موقع IMDb (الإنجليزية)
- فرناندو بيري على موقع روتن توميتوز (الإنجليزية)
- فرناندو بيري على موقع ألو سيني (الفرنسية)
- فرناندو بيري على موقع أول موفي (الإنجليزية)
- فرناندو بيري على موقع قاعدة بيانات الأفلام السويدية (السويدية)
- فرناندو بيري على موقع قاعدة بيانات الفيلم (الإنجليزية)
- فرناندو بيري على موقع كينوبويسك (الروسية)